# ۲۸ صفر
۲۸ صفر، بیست و هشتمین روز ماه صفر در تقویم هجری قمری است.
در تقویم هجری قمری قراردادی، این روز پنجاه و هشتمین روز سال است.

## درگذشت‌ها
- ۱۱ ‐ محمد، پیامبر اسلام[۱]
- ۵۰ ‐ حسن مجتبی، دومین امام شیعیان و پنجمین خلیفهٔ اهل سنت. [۱]